# Geschut
Geschut is de algemene naam voor oorlogsmateriaal waarmee kogels of granaten worden afgeschoten. Onder geschut worden geen handwapens zoals pistolen en mitrailleurs gerekend.
Onderscheid gemaakt kan worden in:
- Vlakbaangeschut - Een verzamelnaam voor grotere en kleinere kanonnen.
- Krombaangeschut - Een verzamelnaam voor mortieren, carronades en houwitsers.